# Lars Artman
Lars Artman, född 27 februari 1955, var under perioden 22 april 2006 till 1 mars 2020 biträdande biskop i Missionsprovinsen.
Artman prästvigdes för Göteborgs stift 1984 och hade sitt sista uppdrag i Svenska kyrkan som komminister i Göteryds församling. I och med sin biskopsvigning för Missionsprovinsen år 2006 blev han senare samma år avstängd från sin tjänst som präst i Svenska kyrkan. Den 1 mars 2020 avslutade Artman sitt uppdrag som biträdande biskop och lade ner sin stav vid högmässan i Gratia Dei i Kristianstad.
Lars Artman är gift med författare Lena Arvidsson-Artman.